# Chūnagon
Un chūnagon (中納言) est un conseiller de second rang à la cour impériale du Japon du VIIe siècle au XIXe siècle.

## Histoire
Un chūnagon est un conseiller de second rang à la cour impériale du Japon. La fonction date du VIIe siècle.
Ce poste est supprimé de la hiérarchie impériale en 701, puis rétabli en 705. Cette fonction de conseiller fait partie de la cour impériale du VIIIe siècle jusqu'à l'ère Meiji au XIXe siècle. C'est un titre du code de Taihō au début du gouvernement féodal japonais ou daijō-kan.

## Description
Dans les rangs de la bureaucratie impériales, les chūnagon se situent entre les dainagon (conseillers majeurs) et les shōnagon (conseillers mineurs). Les honneurs impériaux comprennent parfois la création d'un « conseiller adjoint actif » (権中納言, gon-chūnagon) temporaire.
Le nombre de chūnagon varie, de trois en 705 à quatre en 756. Ils sont huit en 1015, et plus tard il y a jusqu'à dix shūnagon en même temps.
L'exercice des pleins pouvoirs des fonctionnaires de la cour dans l'avant-ère Meiji atteint son nadir pendant les années du shogunat Tokugawa, et pourtant les structures de base du gouvernement ritsuryō parviennent à se maintenir pendant des siècles.
Afin d'apprécier la fonction de chūnagon, il est nécessaire d'évaluer son rôle dans le contexte traditionnel japonais d'un cadre durable et flexible. Il s'agit d'un réseau bureaucratique et d'une hiérarchie de fonctionnaires. Le rôle de chūnagon est un élément important dans le schéma du daijō-kan (conseil d'État). Celui-ci s'est avéré être adaptable à la création d'un gouvernement constitutionnel à l'époque moderne.

### Plus hauts fonctionnaires dudaijō-kan
Les postes les plus élevés dans la hiérarchie de la cour se présentent ainsi. Une liste brute donne un aperçu superficiel de la complexité des relations entremêlées à l'intérieur de la structure de la cour impériale :
- daijō-daijin (chancelier du royaume ou ministère en chef)[8] ;
- sadaijin (ministère de la Gauche)[8] ;
- udaijin (ministère de la Droite)[8] ;
- naidaijin (ministère du Centre)[8].

Les niveaux les plus élevés suivants des fonctionnaires sont :
- dainagon (« conseiller majeur », « conseiller d'État en chef[9] »). Il y a habituellement trois dainagon[8], parfois plus[10] ;
- chūnagon (conseiller moyen)[11] ;
- shōnagon (conseiller de second rang). Il y a habituellement trois shōnagon[8].

Les autres fonctionnaires de haut rangs qui agissent avec une certaine flexibilité au sein du daijō-kan sont :
- sangi (conseiller adjoint)[12]. Ce poste fait fonction d'administrateur des activités du daijō-kan à l'intérieur du palais[3] ;
- geki (外記?) (secrétariat). Individus spécifiquement nommés qui agissent à la seule discrétion de l'empereur[3].

### Les huit ministères
Les ministères du gouvernement constituent huit bureaucraties semi-indépendantes. Une liste seule ne peut révéler beaucoup sur le fonctionnement réel du daijō-kan, mais les grandes catégories hiérarchiques suggèrent la manière dont les fonctions gouvernementales sont réparties :
| Gauche - Ministère du Centre. - Ministère des Services civils, aussi connu comme le ministère de la Direction législative et de l'instruction publique. - Ministère des Cérémonies, aussi connu comme le ministère de l'Intérieur. - Ministère de l'Imposition. | Droite - Ministère des Affaires militaires. - Ministère de la Justice. - Ministère du Trésor. - Ministère de l'Agence impériale. |

Les ministères spécifiques ci-dessus ne sont pas regroupés arbitrairement. Les deux fonctionnaires de cour ci-dessous ont les responsabilités suivantes :
- Contrôleur principal de la Gauche (左大弁, sadaiben?)[19]. Cet administrateur est chargé de superviser quatre ministères : Centre, Services civils, Cérémonies et Imposition[3] ;
- Contrôleur principal de la Droite (右大弁, udaiben?)[19]. Cet administrateur est chargé de superviser quatre ministères : Affaires militaires, Justice, Trésor et Agence impériale[3].